# Torremocha de Jiloca
Torremotxa de Xiloca (català), Torremocha de Xiloca (aragonès), Torremocha de Jiloca (castellà) és un municipi d'Aragó, situat a la província de Terol i enquadrat a la comarca de la Comunitat de Terol. Està a la riba del riu Jiloca-Xiloca.